# 阿赖度山
阿赖度山（日语：／ Araido-san，羅馬化：Vulkan Alaid）是位于萨哈林州北库里尔斯克区阿赖度岛的一座火山，是千岛群岛中最高，也是最北的火山。它是一座复式火山，高2339米，在山顶有直径1.5千米、深200米的破火山口。如果从鄂霍次克海海底算起，阿赖度山的高度超过3000米。火山在海平面直径12至17公里。它曾是北海道的最高峰。历史上多次喷发。2002年，两名日本游客攀登时丧生。